# Sara Massarelli
Sara Massarelli (Casale Monferrato, 26 settembre 1989) è una calciatrice italiana, di ruolo centrocampista.

## Palmarès

### Club
- Campionato italiano di Serie B: 1

Luserna: 2014-2015